# Epacris reclinata
Epacris reclinata là một loài thực vật có hoa trong họ Thạch nam. Loài này được A.Cunn. ex Benth. mô tả khoa học đầu tiên năm 1868.